# Klemens Galocz

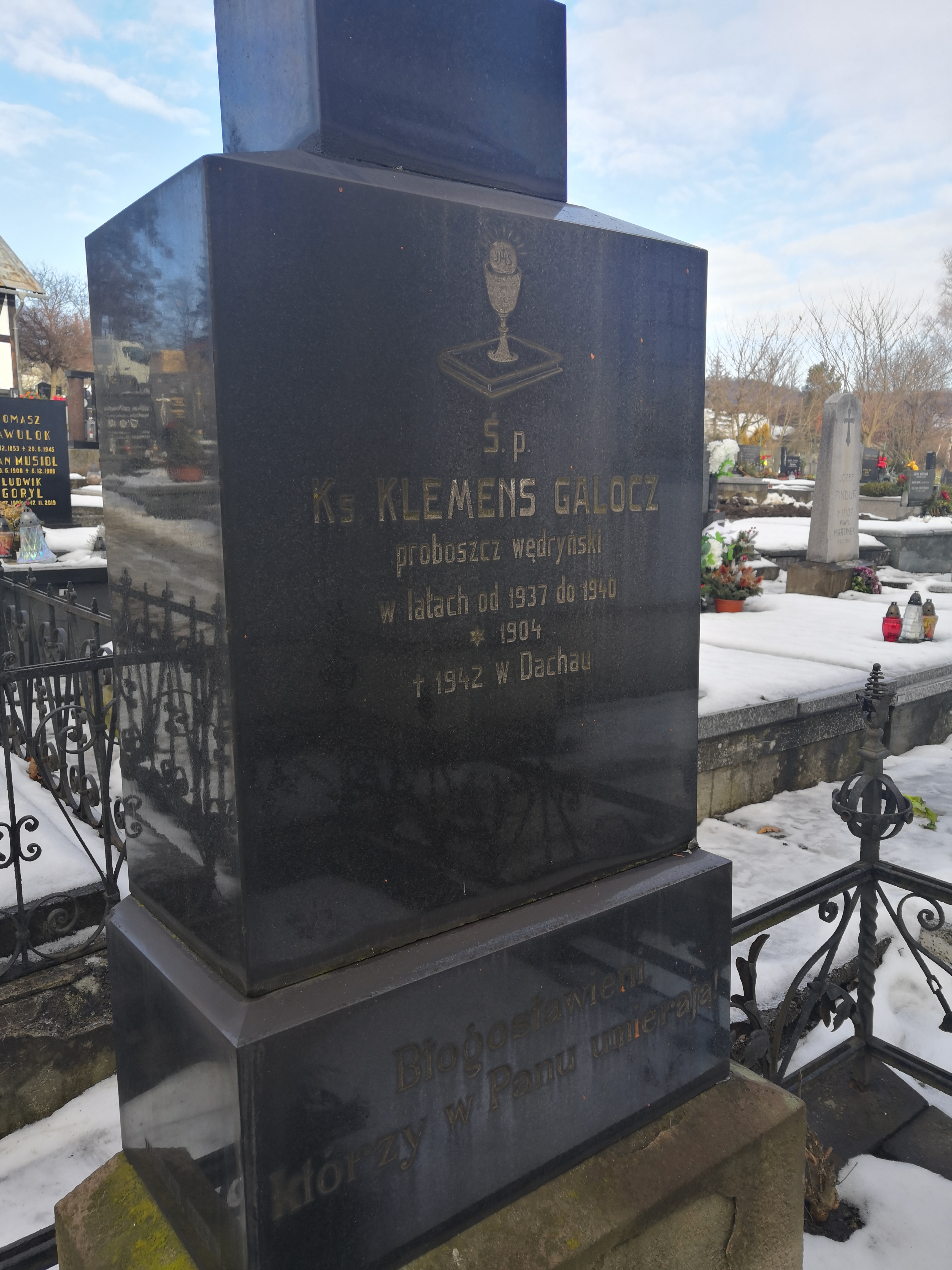
Napis na grobie ks. Galocza na cmentarzu katolickim w Wędryni

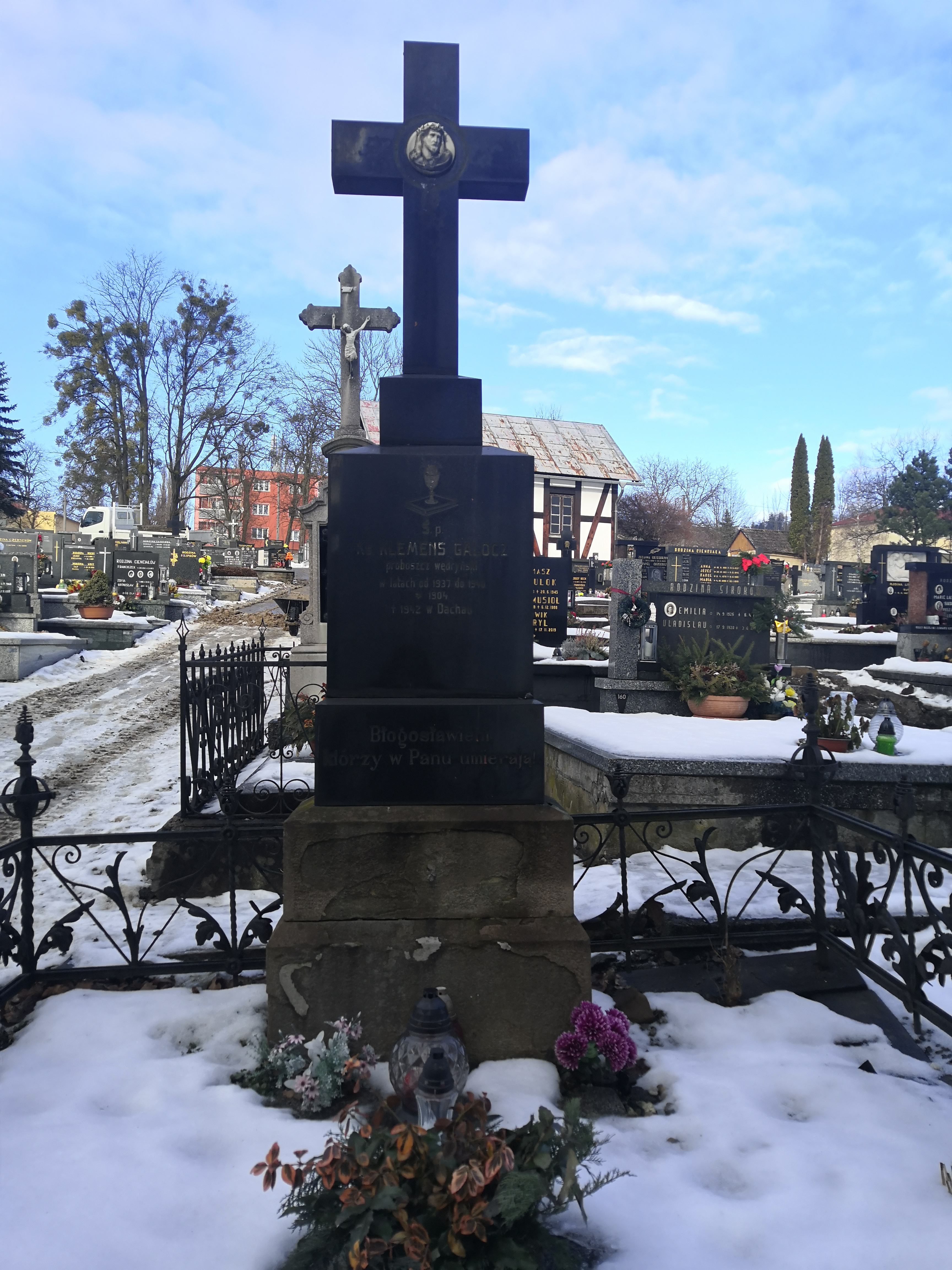
Pomnik ks. Galocza przy kościele św. Katarzyny w Wędryni

Klemens Galocz (ur. 21 listopada 1904 w Karwinie, zm. 26 listopada 1942 w Dachau) – polski proboszcz, biskupi (patriarchalny) wikariusz parafii Jabłonków, proboszcz parafii Wędrynia oraz katecheta we Frysztacie.

## Życiorys
Po ukończeniu polskiej szkoły ludowej w Karwinie kontynuował naukę w Polskim Gimnazjum Realnym w Orłowej, a następnie w gimnazjum w Cieszynie, gdzie zdał maturę w 1923 r. Teologię katolicką ukończył w seminarium duchownym diecezji wrocławskiej w Widnawie. Święcenia kapłańskie otrzymał 14 lipca 1929 r. Założył Koło Teologów Polskich w Widnawie, w ramach którego utworzył bibliotekę dla kleryków oraz organizował wykłady i odczyty. W ten sposób odnowił działalność, funkcjonującej w latach 1844–1917, Biblioteki Polskiej Teologów Wrocławskich w Ołomuńcu i Widnawie, mającej duże znaczenie w odradzaniu polskiego życia narodowego na Śląsku Cieszyńskim oraz formowania duchowieństwa katolickiego narodowości polskiej z diecezji wrocławskiej.
Aresztowany w Wędryni 23 kwietnia 1940 i więziony na terenie dzisiejszego Czeskiego Cieszyna, w fabryce Kohna, a stamtąd 28 kwietnia 1940, w transporcie zbiorowym, przewieziony do obozu koncentracyjnego Dachau (zarejestrowany w obozowej ewidencji, jako więzień nr 6871). Stamtąd zawieziony 6 maja 1940. do obozu koncentracyjnego Mauthausen-Gusen (zarejestrowany, jako więzień nr 3613), gdzie niewolniczo pracował w kamieniołomach. Dnia 12 lipca 1940 – całkowicie wycieńczony – przetransportowany z powrotem do KL Dachau, gdzie w 1942 zmarł.

## W parafii wędryńskiej
Po święceniach był wikarym w Piotrowicach, Jabłonkowie, Frysztacie i Wędryni. Na wszystkich placówkach organizował Katolickie Stowarzyszenie Młodzieży i uświadamiał polską młodzież narodowo. Do Wędryni przybył jesienią, prawdopodobnie w październiku 1937 r. W latach kiedy był tam proboszczem również organizował młodzież w katolickim stowarzyszeniu mężczyzn i katolickim stowarzyszeniu żeńskim. Współpraca z proboszczem była bardzo dobra. Miał talent do pracy z młodzieżą, która często się spotykała i z którą w budynku Czytelni Katolickiej w Wędryni wystawiali sztuki teatralne – np. „Ósme przykazanie” w 1938 r.